# Balie Swart
Izak Stephanus de Villiers Swart (Malmesbury, 18 de mayo de 1964) es un ex–jugador sudafricano de rugby que se desempeñaba como pilar. Representó a los Springboks de 1993 a 1996 y se consagró campeón del Mundo en Sudáfrica 1995.

## Selección nacional
Ian McIntosh lo convocó a los Springboks para enfrentar a los Wallabies en julio de 1993. Conformó junto a Os du Randt y al hooker Chris Rossouw, una de las más fuertes primeras líneas de la historia.
Con la salida del entrenador Christie asumió Andre Markgraaff, quien no lo tuvo en cuenta y solo lo seleccionó para el Torneo de las Tres Naciones 1996 que fue su última participación. En total jugó 16 partidos y no marcó puntos.

### Participaciones en Copas del Mundo
Kitch Christie lo convocó a Sudáfrica 1995 como titular indiscutido. Aquella primera línea fue esencial para el equipo, ya que venció a Craig Dowd, Sean Fitzpatrick y Olo Brown; primera línea de los All Blacks.
| Mundial                       | Sede      | Resultado | PJ | Tries |
| ----------------------------- | --------- | --------- | -- | ----- |
| Copa Mundial de Rugby de 1995 | Sudáfrica | Campeón   | 4  | 0     |

## Palmarés
- Campeón de la Currie Cup de 1993, 1994 y 1999.